# قاتلان زنجیره‌ای زن: چرا و چگونه زنان تبدیل به هیولا می‌شوند
قاتلان زنجیره ای زن: چرا و چگونه زنان تبدیل به هیولا می‌شوند (انگلیسی: Female Serial Killers: How and Why Women Become Monsters) یک کتاب (تحقیق) جنایی بر اساس واقعیت و غیر داستانی است که توسط پیتر ورونسکی، مورخ عدالت کیفری نوشته شده‌است. این تحقیق تاریخچه قاتلان زنجیره ای زن و قتل‌هایی که توسط قاتلان زن رخ داده‌است را از لحاظ فرهنگی، آسیب‌شناسی روانی و تحقیقاتی که از زمان امپراتوری روم تا اواسط سال ۲۰۰۰ این امر را پیگیری می‌کنند بررسی می‌کند.
این کتاب موارد تاریخی قتل‌های زنجیره ای را که توسط زنان انجام شده‌است، از نمونه‌های اولیۀ ثبت شده در روم باستان تا قرون وسطی و رنسانس اروپا و انگلیس ویکتوریا و ظهور و تشدید آن در ایالات متحده و جهان در دوران پست‌مدرن توصیف می‌کند. ادعای اصلی ورونسکی این است که قاتلان زنجیره ای زن، در حالی که روش‌های («امضاهای») مختلفی نسبت به همتایان مرد خود نشان می‌دهند، اما باز هم به همان دلایلی می‌کشند که بزهکاران مرد این قتل‌ها را با روش متفاوتی انجام می‌دهند: برای قدرت و کنترل‌گری. به گفته ورونسکی، تفاوت عمده بین قاتلان زنجیره ای زن و مرد در این است که زنان (مگر اینکه با یک بزهکار مرد شریک شوند) تمایل ندارند که به قربانیان خود تعرض جنسی کنند یا آنها را مثله کنند.
ورونسکی با استناد به آماری که نشان می‌دهد تقریباً از هر شش نفر (۱۶ درصد) قاتل زنجیره‌ای که از سال ۱۸۲۰ در ایالات متحده دستگیر شده‌اند، یکی زن بوده‌، یا به تنهایی یا به عنوان شریک جرم یک مرد همکاری می‌کرده‌است. ورونسکی استدلال می‌کند که، برخلاف تصور عمومی، قاتلان زنجیره ای زن ترجیح می‌دهند مردان نزدیک یا اعضای خانواده خود را به قتل برسانند، در حالی که داده‌های اخیر نشان می‌دهد که قاتلان زنجیره ای زن در حال حاضر به طور ناچیزی غریبه‌ها را به عنوان قربانی انتخاب می‌کنند و از نظر تاریخی در ایالات متحده، ۵۳ درصد قاتلان زنجیره ای زن، حداقل یک زن بزرگسال و ۳۲ درصد حداقل یک کودک دختر را به قتل رسانده بودند.